# Салима Мукансанга
Салима Мукансанга (енгл. Salima Mukansanga; 25. јул 1988) руандаски је фудбалски судија, која је на списку међународних ФИФА судија од 2012. године. Суди на Олимпијским играма, Свјетском првенству за жене, Афричком купу нација за жене, као и у Афричкој Лиги шампиона за жене. Судила је на Свјетском првенству за жене 2019, док је 2022. постала прва жена која је судила на Афричком купу нација, гдје је предводила комплетну женску судијску поставу, у којој су још биле помоћнице Фатиха Џермуми из Марока и Карим Атемзабонг из Камеруна, као и Бушра Карбури из Марока као ВАР судија. Исте године, нашла се на списку судија за Свјетско првенство у Катару 2022, као једна од три жене које су изабране да по први пут у историји суде на Свјетском првенству. Она је тако постала прва жена из Африке која је изабрана да суди на Свјетском првенству за мушкарце.

## Дјетињство и почетак каријере
У дјетињству се бавила кошарком, али је прешла на фудбал након што јој је речено да је превише млада да би се придружила репрезентацији до 17 година. Након што је завршила средњу школу, поднијела је захтјев Фудбалском савезу Руанде да упише курс за судију, али је захтјев одбијен због тога што је била превише млада. Касније јој је дозвољено да похађа курс након што је сама научила правила фудбала у слободно вријеме. На почетку каријере, судила је аматерске фудбалске утакмице за мушкарце, као и утакмице Друге лиге Руанде за жене.